# Theodore Winthrop

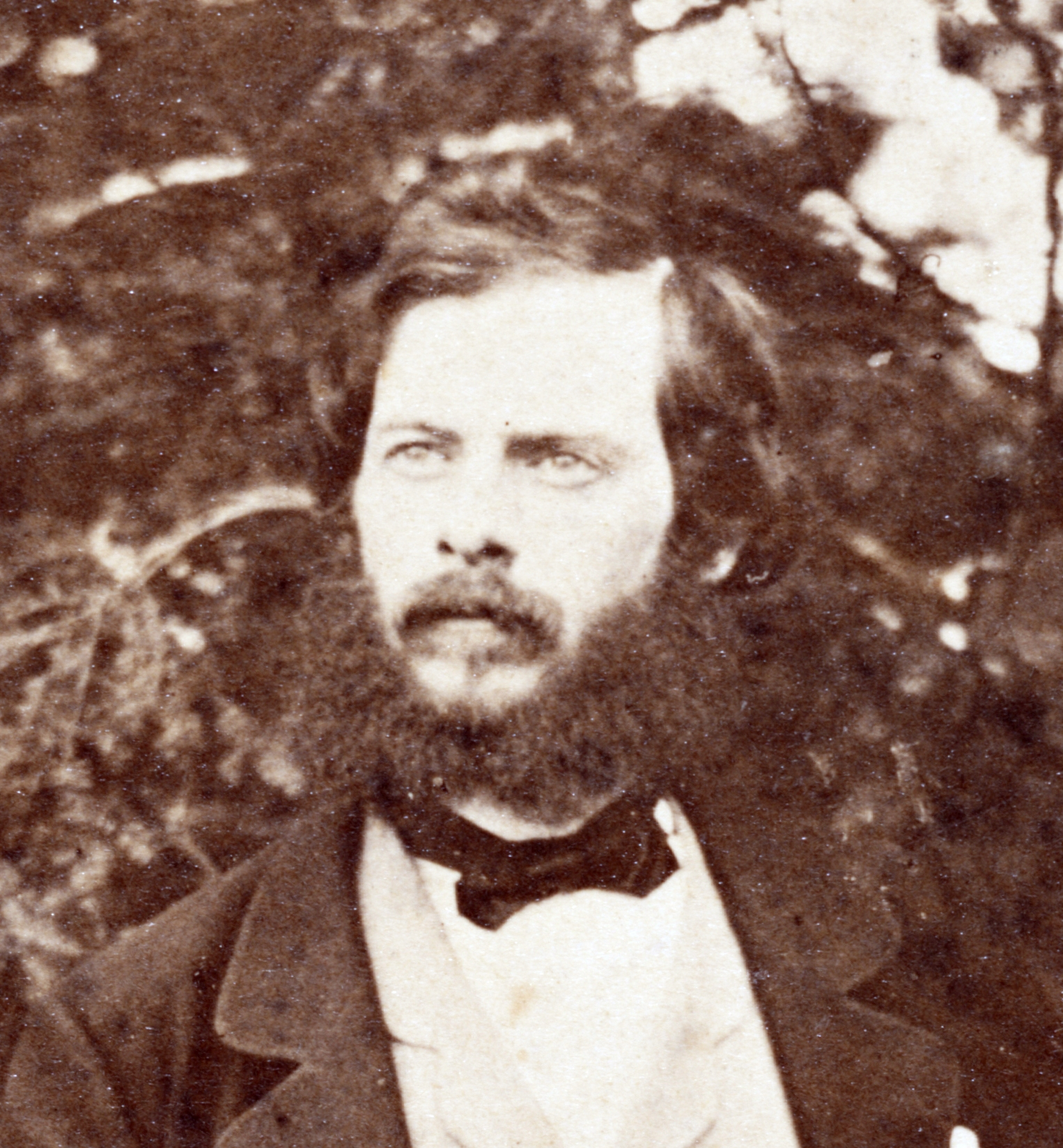
Theodore Winthrop (1860)

Theodore Winthrop (* 22. September 1828 New Haven, Connecticut; † 10. Juni 1861 Gefecht bei Big Bethel, Virginia) war ein US-amerikanischer Autor und Rechtsanwalt.

## Leben
Winthrop wurde in New Haven, Connecticut geboren. Über seinen Vater stammt er vom Gouverneur John Winthrop und über seine Mutter von Jonathan Edwards ab. Nach seiner Schulzeit studierte er an der Yale University, wo er in Rechtswissenschaften 1848 graduierte. Danach reiste er für ein Jahr nach England und durch Europa und kehrte im Anschluss daran in die Vereinigten Staaten zurück. Er begann schriftstellerisch erste kurze Sketche und Geschichten zu schreiben. 1861 schrieb er sich in das 7. Regiment der New York State Militia ein. Er folgte einem Aufruf zu den Truppen von Präsident Abraham Lincoln. Er schrieb ein Essay mit dem Titel Our March to Washington. Nach kurzer Zeit im Militär wurde er zum Major ernannt. In dem Gefecht bei Big Bethel in Virginia am 10. Juni 1861 unter Führung des General Ebenezer W. Peirce fiel Winthrop. Bei einer Attacke gegen die rechte Flanke des Militärs der Südstaaten wurde der Abolitionist Winthrop tödlich von einem Minié-Geschoss getroffen, das von dem auf Seiten der Konföderierten fechtenden Afroamerikaner Sam Ashe abgefeuert worden sein soll.
Mehrere Romane von Winthrop, für die er selbst zu Lebzeiten keinen Verleger gefunden hatte, wurden erst nach seinem Tod veröffentlicht. Hierzu gehören die Romane John Brent, Edwin Brothertoft, Cecil Dreeme,  The Canoe and the Saddle sowie Life in the Open Air. Sein Roman Cecil Dreeme gilt als teilweise autobiographisch und thematisiert die homoerotische Liebe eines Mannes zu einem Künstler in der Dandy und Bohème Gesellschaft New Yorks.
Winthrops Schwester, Laura Winthrop Johnson hatte in einer Kollektion Life and Poems of Theodore Winthrop seine Werke gesammelt und kümmerte sich nach dem Tod ihres Bruders um die Veröffentlichung der Werke.

## Werke (Auswahl)
- John Brent
- Edwin Brothertoft
- Cecil Dreeme
- The Canoe and the Saddle
- Life in the Open Air